# Ángel Zaldívar
Ángel Zaldívar Caviedes (Guadalajara, 8 febbraio 1994) è un calciatore messicano, attaccante del Juárez.

## Caratteristiche tecniche
Attaccante messicano, è un ottimo colpitore di testa. La sua specialità sono i calci di rigore.

## Carriera

### Club
Zaldívar ha fatto il suo debutto il 28 luglio 2013 con il Chivas. Ha segnato la sua rete da professionista nella sfida contro il Chiapas nella gara terminata 1-1.
Nel 2015 è stato mandato in prestito nel secondo livello messicano al Coras de Tepic. Alla fine del prestito è tornato al Chivas

### Nazionale
Ha esordito da titolare in nazionale il 7 settembre 2016 contro l'Honduras nella partita valida per la qualificazione ai mondiali 2018, giocando tutti e novanta i minuti.

## Statistiche

### Cronologia presenze e reti in nazionale
| Cronologia completa delle presenze e delle reti in nazionale ― Messico | Cronologia completa delle presenze e delle reti in nazionale ― Messico | Cronologia completa delle presenze e delle reti in nazionale ― Messico | Cronologia completa delle presenze e delle reti in nazionale ― Messico | Cronologia completa delle presenze e delle reti in nazionale ― Messico | Cronologia completa delle presenze e delle reti in nazionale ― Messico | Cronologia completa delle presenze e delle reti in nazionale ― Messico | Cronologia completa delle presenze e delle reti in nazionale ― Messico |
| Data                                                                   | Città                                                                  | In casa                                                                | Risultato                                                              | Ospiti                                                                 | Competizione                                                           | Reti                                                                   | Note                                                                   |
| ---------------------------------------------------------------------- | ---------------------------------------------------------------------- | ---------------------------------------------------------------------- | ---------------------------------------------------------------------- | ---------------------------------------------------------------------- | ---------------------------------------------------------------------- | ---------------------------------------------------------------------- | ---------------------------------------------------------------------- |
| 6-9-2016                                                               | Città del Messico                                                      | Messico                                                                | 0 – 0                                                                  | Honduras                                                               | Qual. Mondiali 2018                                                    | -                                                                      |                                                                        |
| 7-9-2018                                                               | Los Angeles                                                            | Messico                                                                | 1 – 4                                                                  | Uruguay                                                                | Amichevole                                                             | -                                                                      | 72’                                                                    |
| 12-9-2018                                                              | Nashville                                                              | Stati Uniti                                                            | 1 – 0                                                                  | Messico                                                                | Amichevole                                                             | -                                                                      | 67’                                                                    |
| 12-10-2018                                                             | San Nicolás de los Garza                                               | Messico                                                                | 3 – 2                                                                  | Costa Rica                                                             | Amichevole                                                             | -                                                                      | 46’                                                                    |
| 16-11-2018                                                             | Córdoba                                                                | Argentina                                                              | 2 – 0                                                                  | Messico                                                                | Amichevole                                                             | -                                                                      | 46’                                                                    |
| 21-11-2018                                                             | Mendoza                                                                | Argentina                                                              | 2 – 0                                                                  | Messico                                                                | Amichevole                                                             | -                                                                      | 63’                                                                    |
| Totale                                                                 |                                                                        | Presenze                                                               | 6                                                                      |                                                                        | Reti                                                                   | 0                                                                      |                                                                        |

## Palmarès

### Club
- CONCACAF Champions League: 2

Guadalajara: 2018
Monterrey: 2019